# 新泽西州参议院
新泽西参议院（英語：New Jersey Senate）是美国新泽西议会的上議院，共有40名议员，每届任期4年。参议院议长由全體議員選舉產生，现任议长为民主黨籍的尼古拉斯·史庫塔利。